# Llengües de Moçambic
Aquest és un articles sobre les llengües de Moçambic. Com la gran majoria dels estats africans, Moçambic és un país multilingüe. Un bon nombre de llengües bantu són indígenes de Mozambic. El portuguès, heretat del període colonial (vegeu: portuguès de Moçambic), és la llengua oficial, i Mozambic és membre de ple dret de la Comunitat de Països de Llengua Portuguesa. Ethnologue relaciona 43 llengües parlades al país.
Segons l'Institut Nacional d'Estadística (INE) de Moçambic, el portuguès és la llengua més parlada a Moçambic: d'acord amb el cens de població i habitatge de 2007, el 50,4% de la població nacional de més de 5 anys (el 80,8% de les persones que viuen en zones urbanes i el 36,3% de les zones rurals) parlen amb fluïdesa aquest idioma. Altres llengües parlades són el suahili, makhuwa, sena, ndau, i tsonga. Altres llengües indígenes de Moçambic són lomwe, makonde, chopi, chuwabu, ronga, kimwani, zulu, i tswa. La llengua dels sords del país és la llengua de signes moçambiquesa.
Hi ha petites comunitats d'àrabs, xinesos, i indis (principalment gujarati) que parlen la seva pròpia llengua (els indis de l'Índia Portuguesa parlen algun dels criolls indoportuguesos) i tenen el portuguès com a segona llengua.

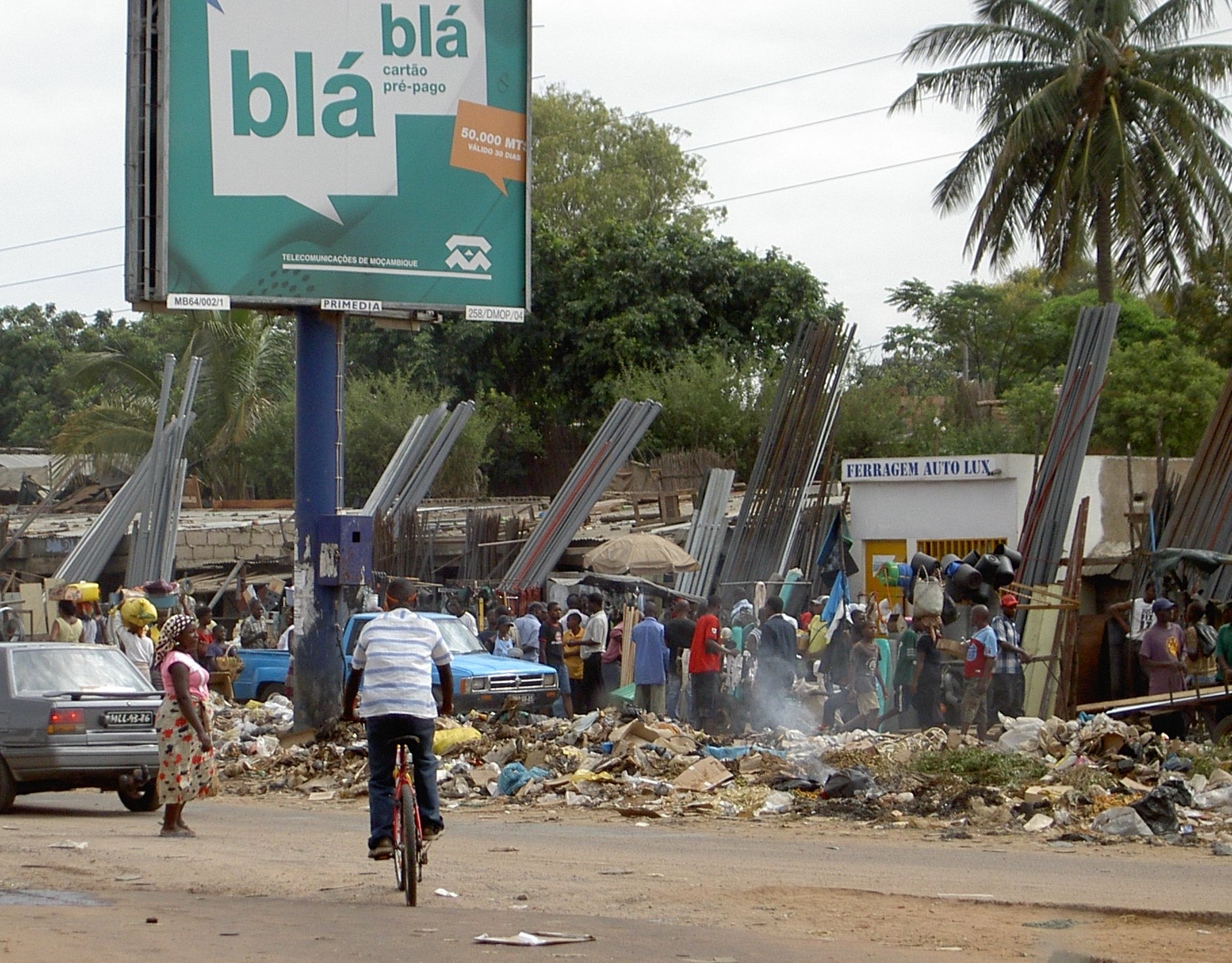
Signes Comercials en portuguès a Maputo.

## Sociolingüística

### Multilingüisme
Segons el cens de 2007 un 50,4% de la població major de 5 anys parla portuguès, i el 10,7%, incloent les persones d'ascendència portuguesa (lusoafricans) i mestissos, el parlen com a llengua materna. L'ús de la llengua portuguesa és fortament concentrat a la població urbana de Moçambic al llarg de la costa.

## Principals grups lingüístics
| Llengua                 | Nombre de parlants (L1) | Percentatge de població |
| ----------------------- | ----------------------- | ----------------------- |
| Emakhuwa                | 4,007,010               | 24.8                    |
| Cisena                  | 1,807,319               | 11.2                    |
| Xichangana              | 1,799,614               | 11.2                    |
| Elomwe                  | 1,269,527               | 7.9                     |
| Cishona                 | 1,070,471               | 6.6                     |
| Xitswa                  | 763,029                 | 4.7                     |
| Xironga                 | 626,174                 | 3.9                     |
| Chichewa                | 607,671                 | 3.8                     |
| Portuguès (Moçambiquès) | 489,915                 | 3                       |
| Cinyungwe               | 446,567                 | 2.8                     |
| Cicopi                  | 406,521                 | 2.5                     |
| Ciyao                   | 374,426                 | 2.3                     |
| Shimakonde              | 371,111                 | 2.3                     |
| Ekoti                   | 102,393                 | 0.6                     |
| Kimwani                 | 29,980                  | 0.2                     |
| Suahili                 | 21,070                  | 0.1                     |
| Swazi                   | 7,742                   | 0.05                    |
| Zulu                    | 3,529                   | 0.02                    |
| Total                   | 16,135,403              | 100                     |